# Ramón Sánchez Lizarralde
Ramón Sánchez Lizarralde (Valladolid, 1951 - 2011) fou un traductor espanyol.
Es diplomà en Llengua Albanesa a la Universitat de Tirana (Albània). Entre 1985 i 1990 va ser director d'Ediciones VOSA. Ocupà càrrecs directius a diverses associacions i organismes públics: va ser membre de la junta directiva de l'Asociación Colegial de Escritores de España, president d'ACE Traductores, membre del Patronato del Centro Hispánico de Traducción Literaria-Casa del Traductor de Tarazona, assessor del Departament d'Interpretació i Llengües del Ministeri d'Afers Estrangers, entre d'altres. Va ser professor invitat al Màster de Traducció de l'Institut de Llengües Modernes i Traductors de la Universitat Complutense de Madrid, des de 1997, i docent al Taller de Creació Literària de l'Asociación Colegial de Escritores de España, des del 2002.
Des de 1990 es dedicà essencialment a la traducció literària i a la col·laboració com a comentarista literari a «La Esfera», del diari El Mundo, i a «Babelia», d'El País; també a revistes com El Urogallo, Leer, Quimera, Libronet, Letra Internacional, República de las Letras, Revista de Libros i altres.
Fou coautor dels llibres Libro blanco de la traducción en España (1997), Traducción literaria. Algunas experiencias (2001) i Diccionario de escritores del mundo, i autor de les obres Cuentos populares albaneses (1994) i El agradecimiento del muerto y otras historias albanesas (2004). Va obtenir el Premi Nacional de Traducció 1993 per El concierto, d'Ismaíl Kadaré.